# تشی دم‌فرچه‌ای آفریقایی
تشی دم‌فرچه‌ای آفریقایی (نام علمی: Atherurus africanus) نام یک گونه از سرده تشی دم‌فرچه‌ای است.